# Sziszeki gyilkosságok
Sziszeki gyilkosságok (horvátul: Ubojstva Srba u Sisku) alatt a történetírás legalább 24 horvátországi szerb civil illegális fogva tartását, kínzását és meggyilkolását érti, akiket a horvátországi háború idején a horvátországi Sziszek városából a horvát hadsereg és a rendőrség tagjai 1991 júliusa és 1992 júniusa között elhurcoltak.
Sziszekben 1991-ben és 1992-ben, a horvát függetlenségi háború alatt mintegy száz szerb nemzetiségű állampolgár tűnt el vagy halt meg. A „Hrvatska ljevica” című újság, Stipe Šuvar politikus lapja 107, Sziszek környékén meggyilkolt szerb névsorát tette közzé, és Ivan Bobetkót, a válságstáb elnökét valamint Đura Brodarcot, a helyi rendőrfőnököt vádolta meg a gyilkosságokkal. A lapot emiatt beperelték, és 2001 decemberében a zágrábi megyei bíróság ítélete alapján lapnak Bobetko részere 50 000 kuna kártérítést kellett fizetnie.

## Előzmények
Az 1991-es horvát népszámlálás szerint Sziszek városának 84 348 lakosa volt, ebből 54 621 horvát és 19 209 szerb. A szerbek a lakosság körülbelül 24%-át tették ki. A város Közép-Horvátországban található, körülbelül 50 kilométerre, délkeletre Zágrábtól.
1990-ben, a horvát szocialisták választási vereségét követően az etnikai feszültségek tovább fokozódtak. A Jugoszláv Néphadsereg ezután az ellenállás minimalizálása érdekében elkobozta Horvát területvédelem (Teritorijalna obrana) fegyvereit. Augusztus 17-én a feszültség a horvátországi szerbek nyílt lázadásává fajult, amelynek középpontja a dalmát hátországnak Knin körüli, túlnyomórészt szerbek lakta területei, Lika, a Kordun, Banovina és Kelet-Horvátország részei voltak. 1991 januárjában, miután Szerbia két sikertelen kísérletet tett (amelyet Montenegró, valamint a szerbiai Vajdaság és Koszovó tartományok támogattak), hogy megszerezze a jugoszláv elnökség jóváhagyását a JNA bevetéséhez a horvát biztonsági erők leszerelésére, márciusban a szerb felkelők és a horvát különleges rendőrség közötti vértelen összecsapás után maga a JNA, (Szerbia és szövetségesei támogatásával) kérte a szövetségi elnökséget, hogy adjon a számára háborús jogosítványokat és hirdessen ki rendkívüli állapotot. 
A kérelmet március 15-én elutasították, és a JNA lényegében Slobodan Milošević szerb elnök irányítása alá került. Milošević, aki Jugoszlávia megőrzése helyett a Szerbia bővítésére irányuló kampányt részesítette előnyben, nyilvánosan azzal fenyegetőzött, hogy a JNA-t szerb hadsereggel váltja fel, és kijelentette, hogy nem ismeri el többé a szövetségi elnökség fennhatóságát. A fenyegetés arra késztette a JNA-t, hogy Szerbia bővítése érdekében fokozatosan feladja Jugoszlávia megőrzésének terveit. A hónap végére, miután a JNA a felkelők oldalán avatkozott be, és megakadályozta a horvát rendőrség intézkedését, a konfliktus halálos kimenetelűvé fajult. Április elején a horvátországi szerb lázadás vezetői kinyilvánították szándékukat, hogy az ellenőrzésük alatt álló, a horvát kormány által szakadár régiónak tekintett területet Szerbia területébe integrálják. A szerbek döntését a Horvát Köztársaság kormánya lázadásnak nyilvánította. 1991 júniusában Horvátország kikiáltotta függetlenségét Jugoszláviától. A feszültség végül teljes körű háborúba tört ki, amely 1995-ig tartott.

## A gyilkosságok
1991 nyarán és őszén, és különösen szeptembertől, miután a JNA félkatonai csetnik egységek segítségével elfoglalta Petrinyát, és az ottani horvát lakosság Sziszekbe és Zágrábba menekült. Sziszek városa ekkor a háború frontvonalán, állandó veszélynek, és szerb részről aknavetős támadásoknak volt kitéve, így bizonytalanság uralkodott el benne, és egyes közszolgáltatások nem működtek. A helyi szerbek egy része már korábban külföldre menekült, de egy részük a városban maradt, sőt néhányan a fegyveresekhez is csatlakoztak. Míg a sziszeki horvát nemzetiségű polgárok nagyobb része az etnikailag vegyes városban próbálta folytatni korábbi közös életét, addig egyes fegyveres csoportok, főként a félkatonai egységek megfélemlítették a sziszeki szerbeket.
A Sziszekben és a környező területeken élő horvátországi szerbek közül többeket megfenyegettek, míg másokat elraboltak, megöltek, vagy egyszerűen eltűntek. Az Amnesty International szerint 1991. augusztus 22-én, amikor „a horvát biztonsági erők házról házra járva keresték azokat a szerb félkatonai csoportokat, akik előzőleg aknavetővel lőtték Sziszek városát”, a város környékén fekvő falvakban 21 szerb falusi lakost gyilkoltak meg, További 12 embert öltek meg 1992 márciusában, akik közül néhányan a város olajfinomítójában dolgoztak.

## A per
2009. augusztus 26-án a Sziszek Megyei Bíróság Háborús Bűnügyi Tanácsa ítéletet hirdetett, amelyben Ivica Mirić horvát veteránt bűnösnek találták és kilenc év börtönbüntetésre ítélték polgári lakosság elleni háborús bűncselekmények miatt, de a Legfelsőbb Bíróság 2010. május 20-án az ítéletet hatályon kívül helyezte és visszaküldte az ügyet újbóli tárgyalásra. A megváltozott összetételű bírói testület a megismételt eljárásban Mirićet ismét kilenc év börtönbüntetésre ítélték, amelyet a Legfelsőbb Bíróság ezúttal helyben is hagyott.
2011. június 20-án letartóztatták a Sziszek-Monoszló megyei Rendőrkapitányság egykori vezetőjét, Đuro Brodaracot, akkori helyettesét, Vlado Milankovićot, valamint Drago Bošnjakot, a MUP tartalékos egységének tagját, akik a gyanú szerint a sziszeki polgári lakosság ellen 1991-ben és 1992-ben háborús bűncselekményeket követtek el. A súlyosan beteg, 66 éves Brodarac 2011. július 13-án a börtönben elhunyt. Vladimir Milanković és Drago Bosnjak háborús bűnök vádjával 2012-ben állt bíróság elé. 2013-ban Milankovićot illegális letartóztatások elrendelése és a szerb civilek elleni bűncselekmények (illegális letartóztatások, fenyegetések, szellemi és fizikai bántalmazások) miatt, amelyek 1991. július közepe és 1992. június közepe között 24 ember halálát okozták elítélték, míg Bosnjakot felmentették.
2004-ben az Amnesty International megjegyezte, hogy „egyesek, akik közvetlenül követtek el, elrendelték vagy eltűrték a sziszeki bűncselekményeket, vagy részt vehettek azok későbbi eltussolásában az állami intézmények helyi szintjén vagy a rendőrségnél, továbbra is jelentős pozíciókban maradtak, és így még mindig abban a helyzetben vannak, hogy akadályozzák e bűncselekményekkel kapcsolatos nyomozást.”  Horvát emberi jogi aktivisták azt állítják, hogy a háború alatt több mint száz horvát szerb civilt öltek meg Sziszekben.

## Fordítás
- Ez a szócikk részben vagy egészben  a   Sisak killings című angol Wikipédia-szócikk ezen változatának fordításán alapul.  Az eredeti cikk szerkesztőit annak laptörténete sorolja fel. Ez a jelzés csupán a megfogalmazás eredetét és a szerzői jogokat jelzi, nem szolgál a cikkben szereplő információk forrásmegjelöléseként.
- Ez a szócikk részben vagy egészben  az   Ubojstva Srba u Sisku 1991. – 1992. című horvát Wikipédia-szócikk ezen változatának fordításán alapul.  Az eredeti cikk szerkesztőit annak laptörténete sorolja fel. Ez a jelzés csupán a megfogalmazás eredetét és a szerzői jogokat jelzi, nem szolgál a cikkben szereplő információk forrásmegjelöléseként.